# Иссера
Иссера — река в России, протекает в Ичалковском районе Республики Мордовия. Устье реки находится в 16 км по правому берегу реки Инсар. Длина реки составляет 20 км, площадь водосборного бассейна 81,7 км².
Река начинается на западной окраине Лобаскинского леса близ границы с Чамзинским районом и Ромодановским районом в 23 км к юго-востоку от райцентра, села Ичалки. Река течёт на северо-запад, протекает сёла Камаево, Резоватово и Дубровское. Почти всё течение проходит по безлесой местности. Впадает в Инсар чуть ниже села Дубровское.

## Данные водного реестра
По данным государственного водного реестра России относится к Верхневолжскому бассейновому округу, водохозяйственный участок реки — Алатырь от истока и до устья, речной подбассейн реки — Сура. Речной бассейн реки — (Верхняя) Волга до Куйбышевского водохранилища (без бассейна Оки).
Код объекта в государственном водном реестре — 08010500212110000038581.